# Falljökull
Falljökull är en glaciär i republiken Island.   Den ligger i regionen Austurland, i den sydöstra delen av landet, 250 km öster om huvudstaden Reykjavík. Falljökull ligger 840 meter över havet.
Terrängen runt Falljökull är varierad.  Trakten runt Falljökull är nära nog obefolkad, med mindre än två invånare per kvadratkilometer. Det finns inga samhällen i närheten. Trakten runt Falljökull är permanent täckt av is och snö.